# Mafdet
Mafdet era una diosa egipcia, representada como un felino, cuya labor era la de ofrecer protección contra los animales venenosos, tales como la serpiente o el escorpión, debido a esto se le consideraba enemiga o contraria de la diosa Serket. Era hija de Ra y la diosa Bastet o Sejmet. 
Mafdet (escrito a veces Maftet) también representaba la justicia legal, y sobre todo la ejecución. Presente en el panteón egipcio al menos desde la primera dinastía, Mafdet se encargaba también de proteger las cámaras del rey u otros lugares sagrados. Cuando no aparecía representada con la figura de un gato, aparecía como una mujer con cabeza de gato. No siempre que se visionara la iconografía de Mafdet, iba a significar que protegiera del mordisco de una serpiente, ya que su figura estaba ligada directamente a las ejecuciones. 
Un gato subiendo al bastón de mando de un verdugo era otra de sus posibles representaciones. Se corría el riesgo de ser decapitado en la otra vida con las garras de Mafdet, si se era un enemigo del faraón, ya que desde el Imperio Nuevo se consideraba que ella gobernaba la sala del juicio de ultratumba. Las representaciones en las tumbas reales asocian el símbolo de la diosa con el de Anubis, sugiriendo que la diosa acompaña al dios como cazadora o verdugo mientras él cumple su papel de mensajero o asistente. Al descubrir los egipcios que los gatos entregaban animales sin vida a los pies de sus amos, tal comportamiento también se incluyó en Mafdet como diosa. Esto era, según sus razonamientos, porque como diosa-gata hacía algo parecido, aunque por supuesto, Mafdet no depositaba animales muertos a los pies del faraón, sino los corazones de sus enemigos. En ocasiones es mencionada como "asesina de serpientes". Defendía a Ra en su viaje diario; cazaba de noche (ganándose el epíteto de "Perforadora de la oscuridad") y aseguraba la llegada del amanecer.
Durante el reinado del faraón Den su imagen aparece a menudo en fragmentos de vasijas de piedra en las tumbas, y se la menciona en una entrada dedicatoria en la piedra de Palermo. En el Imperio Antiguo se la menciona como protectora de Ra contra las serpientes venenosas.

## En el arte
Por lo general, era representada como una mujer con cabeza de gata, o al revés; como una gata con cabeza de mujer, aunque en ocasiones la cabeza es de mangosta. Muchas veces se la representaba como una gata subiendo al bastón del verdugo durante las ejecuciones. Durante el Imperio Nuevo se la podía ver en la sala del juicio del Duat cuando los enemigos del Faraón eran decapitados por las "garras de Mafdet".